# オイアポケ
- オイアポケ
- オイアポキ
- オヤポケ
- オヤポキ
- オヤポク
- オヤポック

オイアポケ（Oiapoque、ポルトガル語発音: [ɔjɐˈpɔki]）は、ブラジル・アマパー州の北部にある基礎自治体。2020年現在の人口は27,906人、面積は22,625平方キロメートル (8,736 sq mi)である。都市名と同じオイアポケ川がフランス領ギアナとの国境を成し、アマパー州内の国境延長の半分以上をオイアポケが占める。フランス領ギアナのサン＝ジョルジュとの間は2011年に完成したオイアポケ川橋で結ばれているが、2017年まで歩行者や自動車が渡ることができなかった。
ブラジルの北海岸に位置することから、ブラジルの北端と見なされており、ブラジルポルトガル語の do Oiapoque ao Chuí（「オイアポケからシュイまで」の意）という言葉は「ブラジル全国」を意味する。しかしながら、実際にはロライマ州ウイラムタが同国の最北端である。オイアポケは沿岸の都市としてはブラジルの最北端であり、アマパー州最北端の都市でもある。 

## 歴史
オイアポケ川は、16世紀初頭にビセンテ・ヤーニェス・ピンソンが発見したと伝えられている。当時はジャポッキ（Japoc）、ヤポッキ（Yapoc）、イアポコ（Iapoco）、ないしはビセンテ・ピンソン川と呼ばれた。オイアポケという名称は、スイスの仲裁によりブラジルとフランスの領土紛争が解決した1900年から公式に使用された。オイアポケ（Oiapoque）とは、トゥピ・グアラニー語族の言葉「オイアプ＝オカ」（oiap-oca）に由来し、「ワイアンピ族の家」を意味する。
2022年7月、オイアポケ港から出航した男性漁師の木造ボートが沈没し、乗船していた男性は積み荷の冷蔵庫にしがみついて海を漂流した。漂流から11日が経過したところで、男性はスリナムから来た船の乗組員に救助され、スリナムで応急処置を受けた。男性の命は助かったが、スリナムに上陸したため不法滞在の罪で刑務所に16日間拘留された。その後男性は釈放され、ブラジルへ飛行機で帰国した。

### クレベランディア
20世紀の初期に、オイアポケ村はクレベランディア（Clevelândia）と呼ばれる政治および犯罪の強制収容所がおかれた。アルトゥール・ベルナルデスがブラジル大統領職にあった1922年に、農業の前線基地から強制収容所に変わり、多くのブラジルの過激派無政府主義者がここでの重労働を宣告された。1924年から1927年までの間にクレベランディアに拘留された囚人は946人に上り、491人が死亡した。サンパウロやリオデジャネイロに帰還した多くの生存者は、終生までマラリアを患った。

## 地理
オイアポケの西はフランス領ギアナとの長い国境である。北は大西洋に面する。東から南にかけて、カルソエン（Calçoene）、セーハ・ド・ナヴィーオ（Serra do Navio）、ペドラ・ブランカ・ド・アマパリ（Pedra Branca do Amapari）、ラランジャウ・ド・ジャリ（Laranjal do Jari）と接する。
2006年に持続可能な利用保全を図る目的で設立された、アマパー州立林（Floresta Estadual do Amapá）の24.15%、2,369,400ヘクタール (5,855,000エーカー)はオイアポケにある。また、カボ・オランジェ国立公園（Parque Nacional do Cabo Orange）が沿岸部に展開し、海岸線の6,573平方キロメートル (2,538 sq mi)に及ぶ熱帯雨林を包含する。
オイアポケ空港があり、そこからアクセスすることが可能である。

### 地区
基礎自治体としてのオイアポケは、3つの地区を有する。
| 地区                         | 含まれる集落                                               |
| ---------------------------- | ---------------------------------------------------------- |
| オイアポケ町                 |                                                            |
| クレベランディア・ド・ノルテ | イリャ・ベラ（Ilha Bela）、ヴィラ・ブラジル（Vila Brasil） |
| ヴィラ・ヴェーリャ           |                                                            |

4の先住民族が住む、先住民保護区がある。
| 民族                                           | 主要集落                                       | その他の集落                                                           |
| ---------------------------------------------- | ---------------------------------------------- | ---------------------------------------------------------------------- |
| ガリビ・マルウォノ族（Galibi Marwono）         | クマルマ（Kumarumã）                           |                                                                        |
| ガリビ・ド・オイアポケ族（Galibi do Oiapoque） | サン ジョゼ ドス ガリビ（São José dos Galibi） |                                                                        |
| カリプナ・ド・アマパ族（Karipuna do Amapá）    | マンガ（Manga）                                | エスピリト・サント（Espírito Santo）、サンタ・イサベル（Santa Isabel） |
| パリクール族（Palikur）                        | クメネ（Kumenê）                               | フレシャ（Flecha）、カムイワ（Kamuywa）                                |

## 気候
オイアポケは8月から11月に弱い乾季を持ち、残る月に激しい降雨を伴う熱帯モンスーン気候（Am）である。
| オイアポケの気候       | オイアポケの気候 | オイアポケの気候 | オイアポケの気候 | オイアポケの気候 | オイアポケの気候 | オイアポケの気候 | オイアポケの気候 | オイアポケの気候 | オイアポケの気候 | オイアポケの気候 | オイアポケの気候 | オイアポケの気候 | オイアポケの気候 |
| 月                     | 1月              | 2月              | 3月              | 4月              | 5月              | 6月              | 7月              | 8月              | 9月              | 10月             | 11月             | 12月             | 年               |
| ---------------------- | ---------------- | ---------------- | ---------------- | ---------------- | ---------------- | ---------------- | ---------------- | ---------------- | ---------------- | ---------------- | ---------------- | ---------------- | ---------------- |
| 平均最高気温 °C （°F） | 29.2 (84.6)      | 28.6 (83.5)      | 29.8 (85.6)      | 29.3 (84.7)      | 29.5 (85.1)      | 30.0 (86)        | 31.0 (87.8)      | 31.9 (89.4)      | 32.6 (90.7)      | 33.0 (91.4)      | 32.3 (90.1)      | 30.3 (86.5)      | 30.63 (87.12)    |
| 日平均気温 °C （°F）   | 25.4 (77.7)      | 25.0 (77)        | 25.7 (78.3)      | 25.6 (78.1)      | 25.8 (78.4)      | 25.8 (78.4)      | 26.0 (78.8)      | 26.4 (79.5)      | 26.5 (79.7)      | 26.5 (79.7)      | 26.3 (79.3)      | 25.7 (78.3)      | 25.89 (78.6)     |
| 平均最低気温 °C （°F） | 21.6 (70.9)      | 21.5 (70.7)      | 21.6 (70.9)      | 22.0 (71.6)      | 22.1 (71.8)      | 21.6 (70.9)      | 21.0 (69.8)      | 20.9 (69.6)      | 20.5 (68.9)      | 20.0 (68)        | 20.4 (68.7)      | 21.2 (70.2)      | 21.2 (70.17)     |
| 雨量 mm （inch）       | 395 (15.55)      | 345 (13.58)      | 396 (15.59)      | 450 (17.72)      | 537 (21.14)      | 370 (14.57)      | 193 (7.6)        | 102 (4.02)       | 48 (1.89)        | 44 (1.73)        | 116 (4.57)       | 313 (12.32)      | 3,309 (130.28)   |
| 出典：Climate-Data.org |                  |                  |                  |                  |                  |                  |                  |                  |                  |                  |                  |                  |                  |

## クアヒ博物館
クアヒ博物館（Kuahí Museum）は、2007年に4の先住民族（パリクール族、ガリビ・マルウォノ族、ガリビ・ド・オイアポケ族、カリプナ・ド・アマパ族）が開館した博物館である。400以上のインディオが使ってきた品々を所蔵する。
博物館プロジェクトは1990年代に先住民コミュニティの知識を伝え、広めるために浮上した。博物館はアマパー州文化局と関係する公的な非営利の事業体である。

## ギャラリー

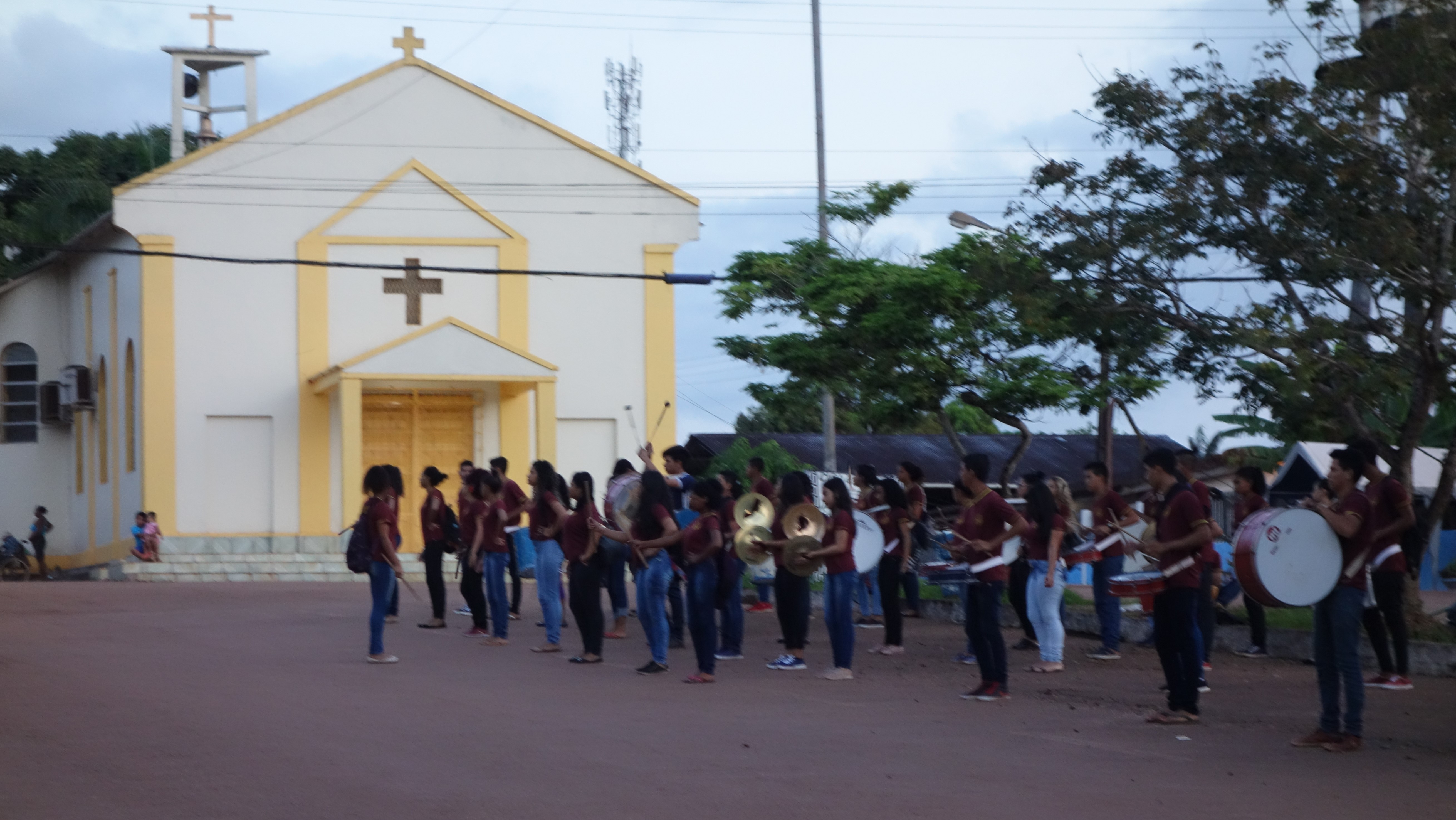
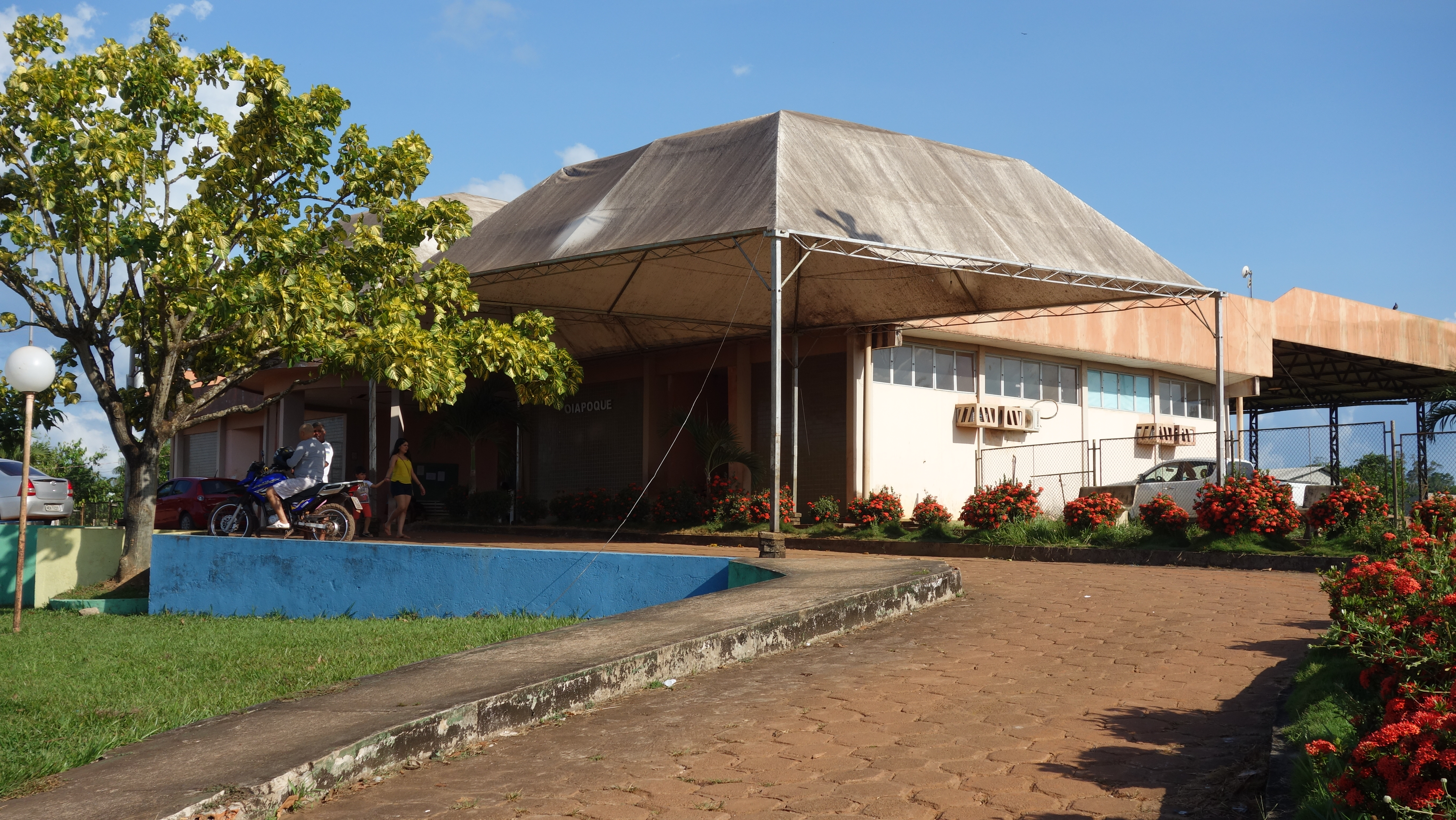
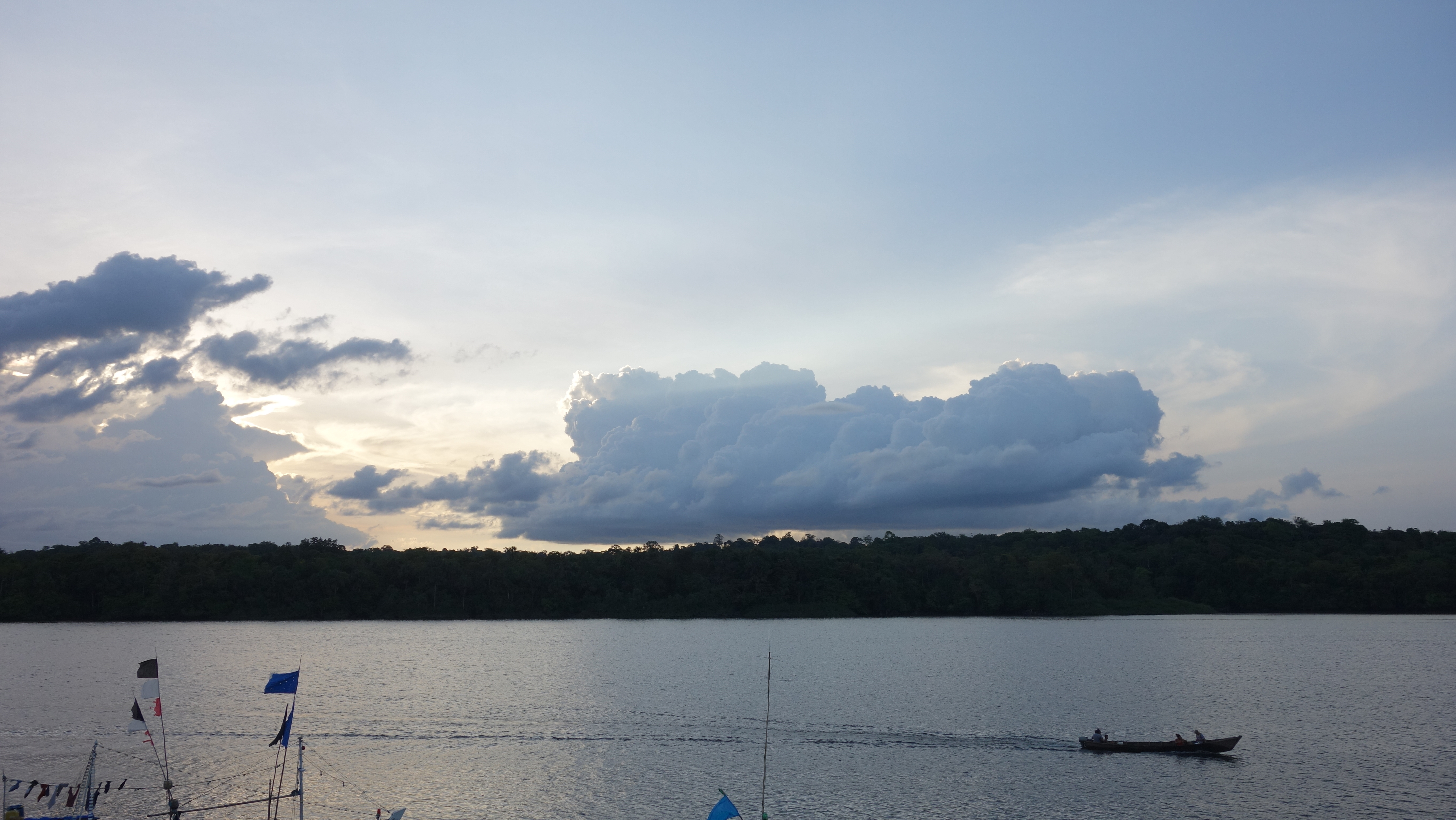
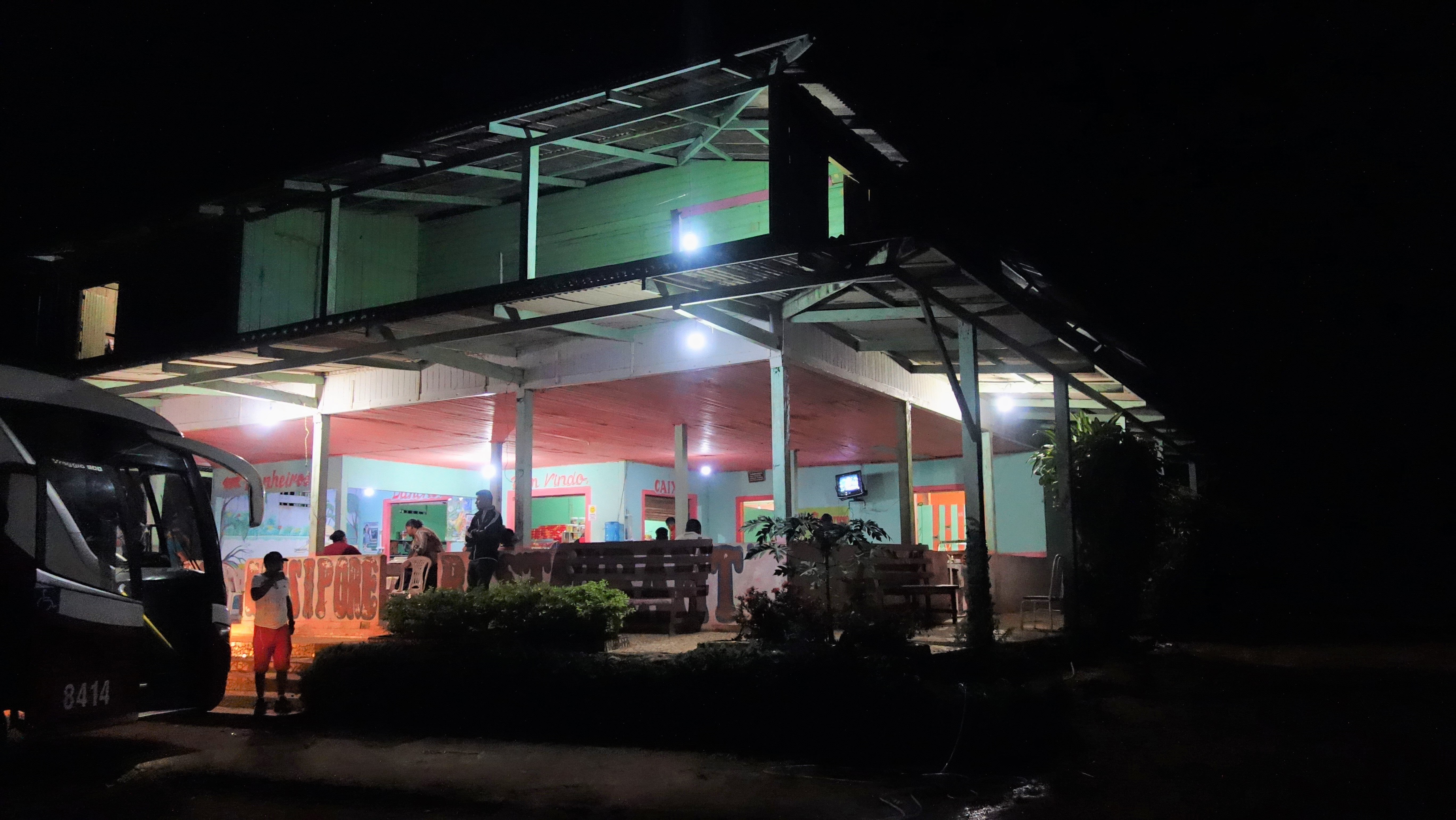